# Jürgen Doetz
Jürgen Doetz (* 9. Oktober 1944 in Heidelberg) ist ein deutscher Journalist und Medienmanager.

## Leben
Doetz absolvierte von 1966 bis 1971 ein Studium der Politischen Wissenschaften, Geschichte und Soziologie an der Universität Heidelberg. Ab 1970 war er als Redakteur im Ressort Politik beim Pfälzer Tageblatt tätig.
Doetz ist Mitglied der CDU. Von 1971 bis 1976 war er Pressesprecher des rheinland-pfälzischen Kultusministers Bernhard Vogel und bis 1982 stellvertretender Sprecher der rheinland-pfälzischen Landesregierung des Ministerpräsidenten Vogel. Ab 1977 arbeitete er zudem als Ministerialrat.
Von 1982 bis 1992 war Doetz Geschäftsführer der Programmgesellschaft für Kabel- und Satellitenrundfunk (PKS) und Leiter von C.A.M.P. TV. Von 1985 bis 2004 war er Geschäftsführer des Privatsenders Sat.1 sowie von 1985 bis 1990 Vorsitzender des Bundesverbandes Kabel und Satellit e. V. Anschließend war bis 1996 Vizepräsident des Verbandes Privater Rundfunk und Telekommunikation e. V. (VPRT). Seitdem ist er dessen Präsident. Von November 2000 bis Oktober 2004 war er im Vorstand Medienpolitik und Regulierung der ProSiebenSat.1 Media AG.
Von 1988 bis 2017 war er Vorstandsmitglied (Vizepräsident) des Fußballvereins 1. FSV Mainz 05.